# L'Hérésiarque et Cie
L'Hérésiarque et Cie (De ketterpaus en partners) is een verhalenbundel van de Franse schrijver Guillaume Apollinaire, gepubliceerd in 1910.
De verhalenbundel is een verzameling verhalen over ketterij (vandaar de titel), misdaad en avonturisme. Het boek kreeg destijds destijds drie stemmen voor de toen al prestigieuze Prix Goncourt. De bundel werd gedeeltelijk in het Nederlands vertaald door Rein Bloem (de vertaling van Bloem, Ketterpaus &Cie., bevat een selectie van verhalen uit zowel L'Hérésiarque et Cie als Le poète assasssiné).

## Inhoud
- Le Passant de Prague
- Le Sacrilège
- Le Juif latin
- L'Hérésiarque
- L'Infaillibilité
- Trois histoires de chatiments divins
  - Le Giton
  - La Daneuse
  - D'Un monstre à Lyon ou l'Envie
- Simon mage
- L'Otmika
- Que vlo-ve?
- La rose de Hildesheim ou les Trésors des rois mages
- Les Pèlerins piémontais
- La disparation d'Honoré Subrac
- Le matelot d'Amsterdam
- Histoire d'une famille vertueuse, d'une hotte et d'un calcul
- La Serviette des poètes
- L'Amphion faux messie ou histoire et aventures du baron d'Ormesan
  - Le Guide
  - Un beau film
  - Le Cigare romanesque
  - La Lèpre
  - Cox-City
  - Le Toucher à distance